# Serfaus
Serfaus település Ausztriában, Tirolban a Landecki járásban található. Területe 59,6 km², lakosainak száma 1086 fő, népsűrűsége 18 fő/km² (2014. január 1-jén). A település 1429 méter tengerszint feletti magasságban helyezkedik el.

## Érdekességek
A falu főutcája alatt közlekedik a Dorfbahn Serfaus. A rendszert hivatalosan metrónak is nevezik, így Bécs után csak itt található még metróüzem Ausztriában.

## Fordítás
- Ez a szócikk részben vagy egészben  a   Serfaus című angol Wikipédia-szócikk ezen változatának fordításán alapul.  Az eredeti cikk szerkesztőit annak laptörténete sorolja fel. Ez a jelzés csupán a megfogalmazás eredetét és a szerzői jogokat jelzi, nem szolgál a cikkben szereplő információk forrásmegjelöléseként.